# Édouard Gregoir
Édouard Georges Jacques Gregoir, född 1822, död 1890, var en belgisk musikhistoriker.
Gregoir skrev en rad operor och skådespelsmusik, oratorier, uvertyrer, körsånger med mera. Han presterade därutöver ett betydande musikhistoriskt arbete genom sina undersökningar över belgiska och nederländska musikförhållanden och biografiska verk över François-Joseph Gossec, André Grétry och Adrian Willaert.